# 젤코 브르키치
젤코 브르키치(세르비아어: Жeљкo Бpкић, Željko Brkić, 1986년 7월 9일 ~ )는 세르비아의 전 축구 선수로 현역 시절 포지션은 골키퍼였다.